# Dekanat Balingen
Das Dekanat Balingen ist eines von 25 Dekanaten der römisch-katholischen Diözese Rottenburg-Stuttgart und besteht aus sechs Seelsorgeeinheiten mit insgesamt 30 Kirchengemeinden, einschließlich dreier muttersprachlicher Gemeinden. Der Dekanatssitz befindet sich in Balingen im Zollernalbkreis. Das Dekanat Balingen ist für fast alle katholischen Gemeinden zuständig, die innerhalb des Zollernalbkreises einst zu Württemberg gehörten. Die übrigen katholischen Gemeinden des Zollernalbkreises gehören überwiegend zum Dekanat Zollern und im Falle von  Winterlingen zum Dekanat Sigmaringen-Meßkirch.  

## Gliederung
Das Dekanat Balingen ist wie folgt gegliedert:
Seelsorgeeinheit 1: Am Kleinen Heuberg
- Geislingen, St. Ulrich
- Geislingen-Binsdorf, St. Markus
- Geislingen-Erlaheim, St. Silvester

Seelsorgeeinheit 2: Oberes Schlichemtal
- Dautmergen, St. Verena
- Dormettingen, St. Matthäus
- Dotternhausen, St. Martinus
- Hausen am Tann, St. Petrus und Paulus
- Ratshausen, St. Afra
- Schömberg, St. Petrus und Paulus
- Schömberg, Palmbühl Wallfahrtskirche
- Schörzingen, St. Gallus
- Weilen unter den Rinnen, St. Nikolaus
- Zimmern unter der Burg, St. Jakobus

Seelsorgeeinheit 3: Balingen
- Balingen, Heilig Geist
- Balingen, Kroatische Gemeinde, Blaženi Alojzije Stepinac
- Balingen-Frommern, St. Paulus
- Balingen-Roßwangen, St. Johannes Baptist

Seelsorgeeinheit 4: Heuberg
- Meßstetten, St. Nikolaus von Flüe
- Nusplingen, Maria Königin
- Obernheim, St. Afra
- Unterdigisheim, St. Maria

Seelsorgeeinheit 5 (Ebingen/Lautlingen/Margrethausen):
- Albstadt-Ebingen, Heilig Kreuz
- Albstadt-Ebingen, St. Hedwig
- Albstadt-Ebingen, St. Josef
- Albstadt-Ebingen, Kroatische Gemeinde, Sveti Nikola Tavelic
- Albstadt-Lautlingen, St. Johannes der Täufer
- Albstadt-Margrethausen, St. Margareta

Seelsorgeeinheit 6: Talgang
- Albstadt-Onstmettingen, St. Maria
- Albstadt-Tailfingen, St. Elisabeth
- Albstadt-Tailfingen, Italienische Gemeinde, Comunitá Santi Sposi Maria e Giuseppe

## Aufgaben
Das Dekanat erledigt als mittlere Ebene zwischen Diözese und Kirchengemeinden drei Aufgaben: Es unterstützt die Kirchengemeinden des Dekanats in ihrem pastoralen Auftrag, vertritt die katholische Kirche in regionalen Belangen der Gesellschaft und Kultur und vermittelt die Anliegen des Bischofs.